# Saison 2018-2019 du KV Courtrai
Maillots
Chronologie
Saison précédente Saison suivante
La saison 2018-2019 du KV Courtrai voit le club évoluer en Division 1A. C'est la 31e saison du club au plus haut niveau du football belge et la 9e consécutive. Le club participe également à la Coupe de Belgique.

## Préparation d'avant-saison

### Matchs amicaux
| 1er match                      | KRC Bissegem | 1 - 9   | KV Courtrai                                                                                          | Bissegem |  |
| Samedi 23 juin 2018 19:00 CEST | Vergeynst 2e | (1 - 3) | Chevalier 36e 39e · Camara 45e · Stojanović 47e 77e · Attal 60e · Gantois 65e · Hoxha 71e · Prez 75e |          |  |

| 2e match                      | KFC Mandel United | 0 - 2   | KV Courtrai                    | Stedelijk Sportstadion, Izegem |  |
| Mardi 26 juin 2018 19:00 CEST |                   | (0 - 1) | Stojanović 27e · Chevalier 84e |                                |  |

| 3e match                       | KSK Geluwe | 1 - 10  | KV Courtrai | Stade Damien Feys, Geluwe |  |
| Samedi 30 juin 2018 16:00 CEST | ? 63e      | (0 - 3) | Chevalier 18e · Van der Bruggen 28e · Ivanof 41e · Ajagun 48e 80e · Ouali 55e 71e · Touali 67e · Attal 68e · ? 82e (csc) |                           |  |

| 4e match                         | KSV Roulers | 1 - 1   | KV Courtrai    | Stade du Schiervelde, Roulers |  |
| Jeudi 12 juillet 2018 19:00 CEST | Saviour 20e | (1 - 0) | Stojanović 90e |                               |  |

| 5e match                         | KFCO Beerschot Wilrijk | 1 - 1   | KV Courtrai | De Visputten, Hoboken |  |
| Jeudi 19 juillet 2018 19:30 CEST | Hoffer 66e             | (0 - 1) | Ajagun 26e  |                       |  |

| 6e match                          | KV Courtrai | 1 - 2   | FC Metz                   | Stade des Éperons d'or, Courtrai |  |
| Samedi 21 juillet 2018 18:00 CEST | Ouali 10e   | (1 - 0) | Nguette 59e · Dossevi 93e |                                  |  |

## Transferts

### Été 2018
| Nom                 | Nationalité                      | Poste     | Transfert                    | Provenance/Destination | Division                 |
| ------------------- | -------------------------------- | --------- | ---------------------------- | ---------------------- | ------------------------ |
| Arrivées            |                                  |           |                              |                        |                          |
| Jarno De Smet       | Belgique                         | Défenseur | Transfert libre              | Lommel SK              | Division 1B              |
| Brendan Hines-Ike   | États-Unis                       | Défenseur | Transfert (650 k€)           | Örebro SK              | Allsvenskan              |
| Youcef Atal         | Algérie                          | Défenseur | Transfert (550 k€)           | Paradou AC             | Ligue 1 algérienne       |
| Petar Golubović     | Serbie                           | Défenseur | Transfert libre              | Novare Calcio          | Série C                  |
| Mohammad Naderi     | Iran                             | Défenseur | Transfert libre              | Tractor Sazi           | Iran Pro League          |
| Lennert De Smul     | Belgique                         | Défenseur | Retour de prêt               | KMSK Deinze            | Division 1 amateurs      |
| Kanu                | Brésil                           | Milieu    | Transfert libre              | Omonia Nicosie         | First Division           |
| Lukas Van Eenoo     | Belgique                         | Milieu    | Retour de prêt               | KVC Westerlo           | Division 1B              |
| Sidy Sarr           | Ghana                            | Milieu    | Retour de prêt               | LB Châteauroux         | Ligue 2                  |
| Ilombe Mboyo        | Belgique                         | Attaquant | Transfert                    | FC Sion                | Super League             |
| Jean Marco Toualy   | Côte d'Ivoire                    | Attaquant | Transfert                    | Salitas                | Burkinabé Premier League |
| Michael Lallemand   | Belgique                         | Attaquant | Retour de prêt               | KMSK Deinze            | Division 1 amateurs      |
| Hervé Kage          | République démocratique du Congo | Attaquant | Retour de prêt               | Kardemir Karabükspor   | Süper Lig                |
| Départs             |                                  |           |                              |                        |                          |
| Gilles Lentz        | Belgique                         | Gardien   | Fin de contrat               | Sans club              |                          |
| Youcef Atal         | Algérie                          | Défenseur | Transfert définitif (3 M€)   | OGC Nice               | Ligue 1                  |
| Lennert De Smul     | Belgique                         | Défenseur | Transfert définitif          | KMSK Deinze            | Division 1 amateurs      |
| Bryan Verboom       | Belgique                         | Défenseur | Retour de prêt               | SV Zulte Waregem       | Division 1A              |
| Erik Palmer-Brown   | États-Unis                       | Défenseur | Retour de prêt               | Manchester City        | Premier League           |
| Yevhen Makarenko    | Ukraine                          | Milieu    | Transfert définitif (1,2 M€) | RSC Anderlecht         | Division 1A              |
| Lukas Van Eenoo     | Belgique                         | Milieu    | Transfert définitif          | KVC Westerlo           | Division 1B              |
| Sidy Sarr           | Ghana                            | Milieu    | Transfert définitif          | LB Châteauroux         | Ligue 2                  |
| Stijn De Smet       | Belgique                         | Milieu    | Transfert libre              | KSV Roulers            | Division 1B              |
| Thanásis Papázoglou | Grèce                            | Attaquant | Transfert libre              | Hapoël Haïfa           | Ligat ha'Al              |
| Michael Lallemand   | Belgique                         | Attaquant | Transfert définitif          | KMSK Deinze            | Division 1 amateurs      |
| Hervé Kage          | République démocratique du Congo | Attaquant | Prêt avec option d'achat     | Adana Demirspor        | 1. Lig                   |
| Jérémy Perbet       | France                           | Attaquant | Retour de prêt               | Club Bruges KV         | Division 1A              |

## Statistiques
Les matchs amicaux ne sont pas pris en compte.